# انتقاد واتساب

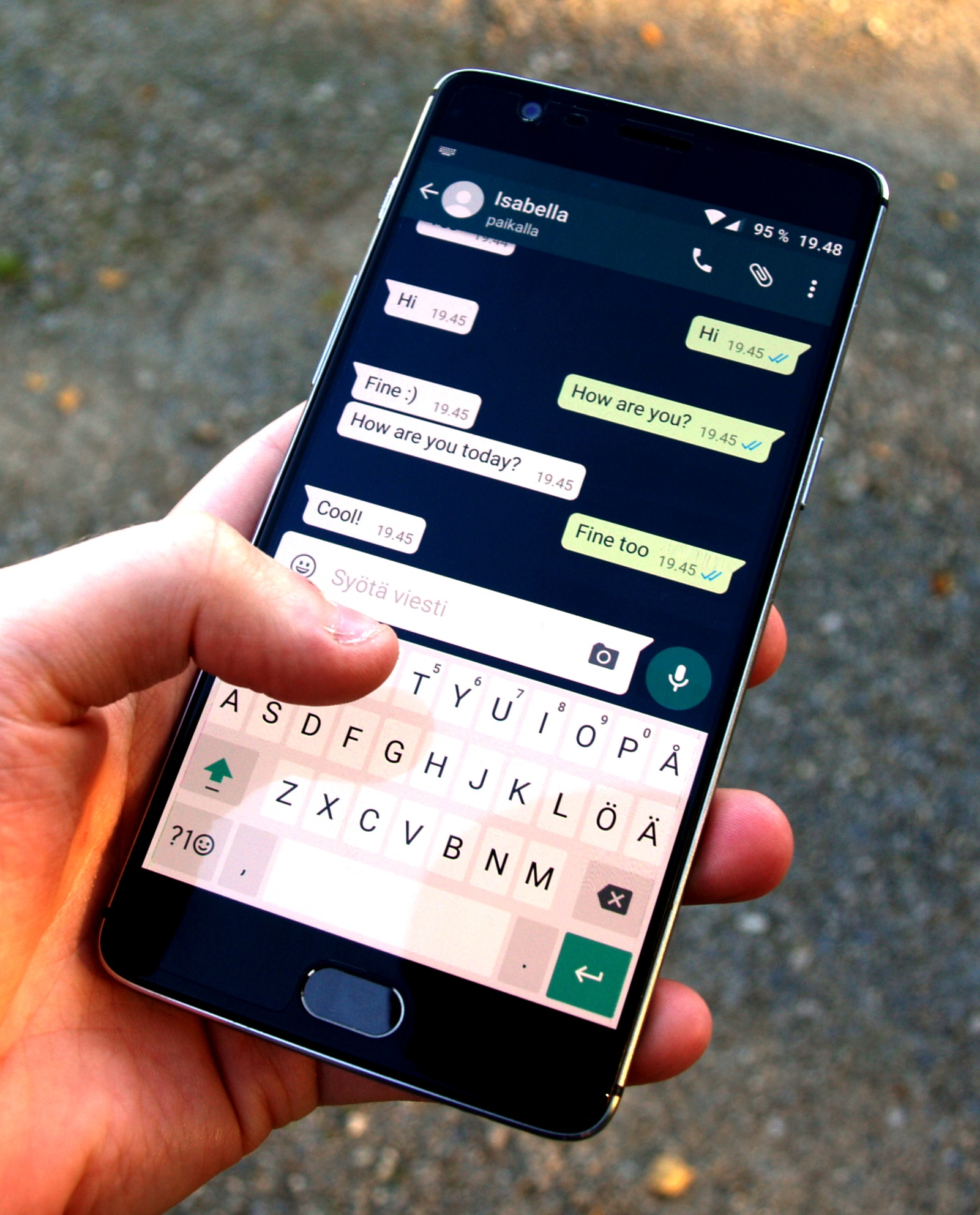
رسائل على تطبيق واتساب

توفر هذه المقالة تفصيلا عن تاريخ استقبال وانتقاد ميزات الأمان والخصوصية في خدمة الرسائل القصيرة واتساب.

## 2011
بحلول 20 مايو 2011 -آنذاك لم يكن تطبيق واتساب ذائعَ الصيت- قام باحث أمني هولندي اتخدَ من عبارة «واتساب هاك» (بالإنجليزية: WhatsappHack)‏ اسمًا مستعارًا له بنشر مجموعة من الحسابات التي تمكّنَ من إختراقها. لاحظَ الباحث وجود خلل في عملية التوثيق مما أتاح له سرقة الحساب قبل محاولة تسجيل الدخول مع رقم هاتف آخر كما تمكّن من تعرضِ التحقق من الرسالة النصية القصيرة التي يُرسلها الروبوت للتحق من صحّة رقم الهاتف المُسجل. نجحَ الباحث بهذه الطريقة البسيطة نوعًا ما من اختراق عشرات الحسابات مما شكّل ضربة عميقة للآلية الأمنية التي يقوم عليها التطبيق.
في أيار/مايو 2011 اكتُشفت ثغرة أمنية أخرى تقومُ على تحليل حزم البيانات خاصّة أن رسائل التطبيق حينَها لم تكن مُشفرة حيث كانت عبارة عن نصوص عادية مما يمكنُ المهاجم من قراءتها بكل سهولة.

## 2012
لاحظَ الباحثون في مجال الأمن في أيار/مايو 2012 أن التحديثات الجديدة لواتساب تقومُ على إرسالِ رسائل مشفرة، ولكن عيبها أن طريقة كسر التشفير سهلة نوعًا ما. بحلول آب/أغسطس 2012 نشرَ موظفي الدعم في الشركة بيانًا ذكروا فيه التالي: «تدخلُ الرسائل المشفرة في أحدث نسخة من البرنامج ضمنَ دائرة الرقابة الداخلية كما يعملُ الروبوت (باستثناء هواتف من طراز بلاك بيري، ويندوز فون وسيمبيان) على تحديد التشفير.»
في السادس من كانون الثاني/يناير 2012؛ تمكّن قراصنة مجهولون من تغيير شكل واتساب لمجموعة من المُستخدمين الذين يعرفون أرقام هواتفهم. وفقًا للمخترقين فإن الثغرة تدخلُ ضمنَ واحدة من العديد من المشاكل الأمنية في واتساب. في التاسع من يناير من نفسِ العام؛ أكّدت شركة واتساب تمكنها من حلّ المشكلة على الرغم من أنها قامت بحجب عنوان آي بي المُخترقين لا غير وكرد فعل على ذلك وفرت ويندوز أداة متاحة للتحميل تُقدم نفس الوظائف. هذه المشكلة تم حلها في وقتٍ لاحق من خلال خدمة التحقق من عنوان الآي بي عندَ التسجيل.

## 2013 - 2015
في يوم 31 مارس 2013 أصدرت هيئة الاتصالات وتقنية المعلومات في السعودية بيانًا بشأن التدابير الممكن اتخاذها ضد واتساب وتطبيقات الأخرى إلا أن مقدمي الخدمة قد اتخدوا خطوات جادة ليتوافق مع أنظمة الخصوصية داخلَ المملكة.
في فبراير 2014 نصحت الهيئة العامة لبيانات الخصوصية في ألمانيا بقيادةِ شلسفيغ هولشتاين بعدم استخدام واتساب بسببٍ افتقاره إلى خدمة حماية الخصوصية. بدأ واتساب تنفيذ تشفير الرسائل في أواخر عام 2014 حتّى نيسان/أبريل 2016.
في أواخر عام 2015؛ نشرت الحكومة الهولندية بيانًا صحفيًا ذكرت فيه أنّ على واتساب تغيير طريقة عمله حتى يتوافقَ مع جميع القواعد واللوائح والقوانين في هولندا.
في تشرين الثاني/نوفمبر 2014؛ طور واتساب من تطبيقه من خلال إضافة بعض الميزات بما في ذلك ميزة قراءة الرسائل.
في غضون أسبوع واحد؛ حدّث واتساب مجددًا تطبيقه من خلال السماح للمستخدمين بتعطيل هذه الميزة في حالةِ ما رغبوا في ذلك.
في الأول من كانون الأول/ديسمبر 2014 اكتشف بعض الهواة طريقة لإيقاف تطبيق واتساب عن العمل. تتمثلُ هذه الطريقة في إرسال رسالة ضخمة من حيث عدد البايتات وحالَ فتحها من المستلم يتعطل تطبيقه عن العمل لفترة من الزمن.
في شباط/فبراير 2015؛ اكتشفَ طالب جامعي هولندي يُدعى مايكل زويرينك طريقة مكنتهُ من متابعة حالة مستخدمٍ ما هذا فضلا عن الاطلاع على صورته الشخصية ومنشوره وغير ذلك من الأمور حتّى لو كانت إعدادت خصوصية ذاك المُراقَب لا تسمحُ بذلك.

## 2016
في الثاني من مارس 2016 قدّمت واتساب ميزة جديدة في تطبيقها تتمثلُ بالأساس في القدرة على تناقل وتبادل الملفات بصيغِ بي دي إف بعدما كان ذلك ممنوعًا من قبل. بالرغم من استسحسان الكثير لهذه الميزة الجديدة إلا أنّ بعض الشركات قد أعربت عن مخاوفها من إقحام فيروسات في المفات فضلا عن تبادل تلك التي تخترقُ حقوق النشر والملكيّة الفكرية.
أعلنَ تطبيق واتساب في أغسطس 2016 عن نيّته البدء في تبادل المعلومات مع شركة فيسبوك من خلال الكشف عن رقم الهاتف ومعلومات أخرى قد تُستعمل لتطوير سوق الإعلانات وهذا يعني رغبة فيسبوك في تطوير منصّة الإعلان من خلال وضع روابطَ بين المستخدمين استنادا إلى أرقام الهواتف. في الوقت ذاته أكدت شركة واتساب على استحالة قراءة محادثات المستخدمين بالرغم من مشاركة رقم الهاتف مع منصات أخرى.
في الخامس من نيسان/أبريل 2016 بدأت واتساب في تشفيرِ جميع اتصالات المستخدمين بما في ذلك نقل الملفات، المكالمات الصوتية وغير ذلك كما مكّنت هذا التشفير بشكل افتراضي. من خلال هذه الميزة فالشركة غير قادرة نفسها على فك تشفير اتصالات المستخدمين. في السياق ذاته؛ أشَادت منظمة العفو الدولية بهذه الخطوة واعتبرتها تقدمًا مهمًا في مجال الأمن المعلوماتي. على النقيض من ذلك انتقدَ مكتب التحقيقات الفيدرالي ما فعلتهُ واتساب وهدّد بمحاولة الشركة عرقلة تنفيذ القانون في الولايات المتحدة. تطوّرت الأحداث في وقتٍ لاحق حيث نشرت بي بي سي تقريرًا مطولا ومفصلا عن كيفية استفادة متطرفي تنظيم الدولة الإسلامية (داعش) من هذه الميزة الجديدة التي أتاحَها واتساب.
اعتبارا من الخامس من نيسان/أبريل 2016 قيّمت مؤسسة الجبهة الإلكترونية واتساب من خلال منحهِ ست نقاط من أصل سبعة وذلك في قضيّة الرسائل الآمنة. جديرٌ بالذكر أنّ المؤسّسة قد رفعت تقييم واتساب بعدما مكّن ميزة الاتصالات المشفرة مما يسمح للمستخدمين بالحصول على حماية أفضل لرسائلهم.

## 2017
في 13 يناير عام 2017 نشرت جريدة الجارديان البريطانية تقريرًا ذكرت فيه أن الأمن الباحث توبياس باولتر قد اكتشفَ سياسة واتساب التي تُجبر المستخدم على إعادة تشفير رسائله من البداية وذلكَ دون إبلاغ المتلقي. شكلت هذه الثغرة ضربة قوية للتطبيق الذي طالما أكد على استحالة قراءته لرسائل المُستخدمين لكنّ توبياس كشفَ العكس. ردّ مسؤولي التطبيق عن كل هذه الاتهامات من خلال نفيها مُشيرين في الوقت ذاته إلى تقرير توبياس لم يكن واضحًا فعلا ثمّ طالبوا الجارديات بحذف المقالة. بعد تقديم شكاوى من حوالي 73 باحثًا شهيرًا في مجال الأمن، اضطرت الجارديان إلى تنقيح وتصحيح المقالة. في السياق ذاته وفي يونيو/حزيران من عام 2017 نشرَ المحرر بول تشادويك مقالًا ذكر فيهِ أن «الغارديان ارتكبت خطأ في نشرِ التقرير ضد خدمة الرسائل القصيرة واتساب بل ادعت وجود ثغرة أمنية خطيرة جدا لدرجة أنها هدّدت حرية التعبير!»
في تشرين الأول/أكتوبر من عام 2017؛ انتقدت شركة البرمجيات الألمانية أوبن - إكس تشانج (بالإنجليزية: Open-Xchange)‏ وشركة سلاك البرمجيات الاحتكارية في إشارة لواتساب وذكرت الشركتان عن خططهما لإنشاء بديل مفتوح المصدر.